# 專業認證
專業認證、能力認證、技能認證或檢定（英語：Professional certification, Trade certification, Proficiency certification, or Professional designation），是認證的一種，指從參加認證考試（Certification exam, Proficiency test）到取得合格證書（Certificate）或執照（License）的過程，並成為專業人士。

## 定義
根據國際專業管理亞太年會（International Professional Management Assembly-Asian Pacific Regions，IPMA-ASIA）ATS國際認證協定，對專業認證所下的解釋與定義：
- 廣義說 - 為某一專業技術或領域，透過某種標準的檢定或測試，依技術難度或專業程度區分為若干等級，由政府單位或具公信力的專業組織所認定核發，用於表彰個人資格或執業資格的證明文件。
- 狹義說 - 所謂專業認證分為執照或專業證書。「執照」是特定被規範的行業或業務所應具備的資格，一般都有被立法來規範，或受業界團體要求需符合的資格或檢定，所核發之證明文件，用來規範或要求行使該業務或行為的資格。「專業證書」是代表某項專業技術或領域，經某種標準或檢定測試合格，核發給個人用來彰顯或認可該項技術能力的資格證明文件。[來源請求]

總體而言，執照為許可行使某項業務或行為的證明，但依行使地或業界之不同，所要求的標準可能不同，所以執照為屬地主義說。專業證書是個人在某項專業技術或能力的認可，為代表個人在某項專業技術及能力的資格或榮銜的表彰，所以專業證書為屬人主義說。

## 認證單位

### 國際
- 政府
- 企業
  - 微軟
  - 思科
  - 甲骨文
- 組織
  - 國際認證財務顧問師協會
  - 美國國際製造工程學會
  - IPMA-ASIA國際專業管理亞太年會
  - 美國國際專業管理師公會
  - 国际认证与认可协会（ICA）
  - 國際專業認證協會（IAOPC）

### 台湾
- 政府
  - 由考試院進行檢定。
  - 由勞動部進行檢定。
- 企業
- 組織
  - 中華人力資源管理協會
  - 臺灣公共關係管理學會
  - 臺灣國際專業管理師學會
  - 中華專業認證學會
  - 中華民國電腦技能基金會（TQC）
  - 臺灣國際專業認證學會

### 中國大陸
人力資源和社會保障部是唯一官方統籌國內外認證機構
- 國內專業認證制度為專業技術人員職業資格證書，以統一考試或評審會、同等換證方式取得，民間也稱為職稱制度，其所有颁发证照可以在「技能人才评价工作网」[1]上做真伪查询。
- 國外證書證照統一在人社部國外職業證書查詢平台[2][原創研究？]查證，企業用人單位也都在此唯一入口網查驗就業者各種外國證書，中國有與該國簽訂證書承認條約並評估批准的證照證書都能以證書號碼在此查驗資訊，凡查詢不到的就是不予官方承認效力的證書，世界兩百多國家又有官民大小機構所頒發各種證照可謂不計其數，其中不少是來歷不明或輕鬆就能考過的偽證，2013年起人社部建立統一查詢平台，以遏制各種外國不明證書流竄的亂象。

### 美西
- 加州
- 華盛頓州
- 俄勒岡州

## 認證列表
- 電腦技能
  - 國際電腦使用執照
  - 微軟認證系統，分為IT人員的專業認證（MCTS、MCITP、MCAD、MCDST、MCSE、MCSD、MCDBA、MCTS、MCITP、MCPD、MCM、MCA）；商務使用者級認證（PMP、MOS、MCAS、MCAP）以及Microsoft Dynamics認證等。
  - Oracle Certified Professional：共分三級，分別為Oracle Certified Associate、Oracle Certified Professional，以及最高級的Oracle Certified Master，由甲骨文公司頒發。
  - Cisco Career Certifications：由思科公司（Cisco）所頒發，分為Associate（CCNA，CCDA，CCENT），Professional（CCNP，CCDP，CCSP，CCIP）與Expert（CCIE）三級，並另有Specialist的專業認證。
  - 資訊安全：有美國頒發認證的電子商務資訊安全與駭客技術的相關認證。
- 語言
  - 國際溝通英語測驗（TOEIC，多益）：由美國教育考試服務處（Educational Testing Service）頒發。
  - 托褔英語測驗（TOEFL）
  - 日本語能力測試（JLPT）
- 貿易企管
  - 製造管理師認證：由美國國際製造工程學會頒發。
  - 人力資源管理師：區分為員工任用管理師、物流師（CILT或ELA或SOLE認證）、訓練發展管理師、員工薪酬管理師、員工褔利管理師、員工關係管理師、勞動法令管理師、知識管理管理師、E-HR管理師、生涯發展諮商師、總務行政管理師、大陸人力資源管理師、職能管理師，由中華人力資源管理協會頒發。
  - 人力資源經理人：區分為人力資源中階主管、策略性人力資源管理，由中華人力資源管理協會頒發。
- 金融投資
  - 證券投資分析師
  - 特許財務分析師（Chartered Financial Analyst）：由美國CFA協會（CFA Institute）頒發。
- 財富管理
  - 國際認證財務顧問師（Registered Financial Consultants，RFC）：由美國國際財務顧問師協會（International Association of Registered Financial Consultants，IARFC）頒發，於2009年1月統計已有19個國家加入此機構。
- 財務會計
  - 採購專業人員：由行政院公共工程委員會頒發。
  - 內部稽核師（Certified Internal Auditors）：由美國內部稽核協會（Institute of Internal Auditors）頒發。
  - 國際電腦稽核軟體應用師（ICCP-International Certified CAATs Practitioner）：由加拿大ICAEA國際電腦稽核教育協會（International Computer Auditing Education Association） （页面存档备份，存于）頒發。
- 物業管理
- 法律政治
- 物流師（Logistician）
- 藝術設計與音樂
- 技能才藝
- 自然環保
- 工程科學
- 健康醫學
  - 醫事人員：區分為醫師、牙醫師、藥師、醫事檢驗師、醫事放射師、護理師、助產師、物理治療師、職能治療師、護士、助產士、物理治療生、職能治療生，依據專門職業及技術人員高等暨普通考試醫事人員考試規則，經過國家考試，由考試院頒發。
- 運動休閑
  - 領隊導遊、健身教練
- 社會人文
  - 婚禮顧問師、時尚婚禮企劃師、婚禮宴會主持人、新娘秘書造型設計師、禮儀師
- 其他
  - 引水人：依據專門職業及技術人員特種考試引水人考試規則，經過國家考試，由考試院頒發。
  - 校院青年活動企劃師：由中華專業認證學會頒發。
  - ATS國際認證 （页面存档备份，存于） ATS ( Ability Training System ) 能力認證國際專業管理亞太年會依據ATS國際認證協定，為職業技術與專業能力認證系統，應用於專業人員在職業技術與專業能力的評量檢定，ATS能力認證提供產業機構在專業人員招募與聘任上，用來評定職業技術與專業能力的評量標準，ATS 能力認證並能導入企業教育訓練體系作為訓練績效，也能在人力資源管理作業中，發展組織、工作與人員分析上的用人及升遷評量指標。ATS能力認證的評量檢定，依專業知識、作業能力、問題分析以及解決方案等四項評量指標，依照評量指標評定的結果，分為 PD ( Professional Diploma 專業文憑 ) 與 PC ( Professional Certificate 專業證書 ) 兩種認證資格。ATS-PD/專業文憑(Professional Diploma)著重問題分析與解決能力，要求能帶領專業工作團隊，並能指導問題分析與改善及發展解決方案。適用於從事專業研究與改善工作或資深專業人員、資深專業管理主管。ATS-PC/專業證書(Professional Certificate)著重工作經驗及獨立作業能力，要求具有專業知識及獨立作業，並能指導一般專業人員。適用於一般專業人員、資深專業人員或專業主管。

## 外部連結
- 國際專業管理亞太年會* ATS國際認證(專業人員職業技術能力認證系統)（页面存档备份，存于）
- 中華民國考試院考選部 （页面存档备份，存于）
- 中華人民共和國-技能人才评价工作网 （页面存档备份，存于）